# بری فرگوسن
باری فرگوسن (انگلیسی: Barry Ferguson؛ زادهٔ ۲ فوریهٔ ۱۹۷۸) بازیکن فوتبال اهل بریتانیا است.
از باشگاه‌هایی که در آن بازی کرده‌است می‌توان به باشگاه فوتبال بلکبرن روورز، باشگاه فوتبال رنجرز، باشگاه فوتبال بلکپول، باشگاه فوتبال بیرمنگام سیتی، و باشگاه فوتبال فلیتوود اشاره کرد.
وی همچنین در تیم‌های ملی فوتبال زیر ۲۱ سال اسکاتلند و اسکاتلند بازی کرده‌است.